# Camilla Eriksson (handbollsspelare född 1977)
Camilla Eriksson, född 1977, är en svensk tidigare handbollsspelare. Från 1995 till 1999 spelade hon 27 landskamper och gjorde 40 mål för Sveriges landslag. Hon deltog vid VM 1995 i Ungern och Österrike, där Sverige slutade på elfte plats. Eriksson spelade i Elitserien för Irsta HF.